# Arrondissement d'Anvers (Deux-Nèthes)
Pour les articles homonymes, voir Arrondissement d'Anvers.
L'arrondissement d'Anvers est une ancienne subdivision administrative française du département des Deux-Nèthes créée le 17 février 1800 dans le cadre de la nouvelle organisation administrative mise en place par Napoléon Ier en Belgique et supprimé le 11 avril 1814, après la chute de l'Empire.

## Composition
Il comprenait les cantons de :
- Anvers (quatre cantons)
- Brecht
- Ekeren
- Courigo
- Vilrick
- Santhoven[1].